# Цгук (село)
Цгук (Цхук) (арм. Ծղուկ) — село в Сисианском муниципалитете Сюникской области Армении.

## История
Село раньше называлось Айкаван и Борисовка. Название Цгук село получило в 1960-х годах от названия гавара Цлук ашхара Сюник в Великой Армении.

## География
Село расположено на левом берегу реки Воротан, на высоте 2120—2160 м над уровнем моря. В 120 километрах к северо-западу от Капана, областного центра Сюникской области.
В 1960-е годы в связи со строительством Спандарянского водохранилища село было перемещено на 1,5 километра к северо-востоку, а его прежнее местоположение затоплено.

## Демография
По данным Статистического комитета Армении, в 2011 году численность населения села составляла 422 человека.

## Экономика
Население занимается животноводством и земледелием, работает молочный завод «Борисовка».

## Достопримечательности
В 1 километре к северу от села находятся остатки древнего армянского кладбища и руины церкви.

## Известные уроженцы
- Арзуманян Багдасар Айрапетович — советский и армянский архитектор.
- Багдасарян Гетик Ованеси[англ.] — армянский скульптор.
- Гарибян Григорий Алексанович[арм.] — член-корреспондент НАН Армении.